# Black Bottom (Détroit)
Black Bottom est un quartier historique de Détroit dans le Michigan (États-Unis), à prédominance afro-américaine, situé à l'est du centre ville, rasé au début des années 1960 et remplacé par divers projets d'aménagements urbains.

## Histoire
Le nom de Black Bottom (fondation noire) vient de la couleur des riches terres marécageuses sur lesquels le quartier s'est construit à partir des années 1820, il semble que ce sont des colons français qui auraient donné ce nom.
À partir des années 1920, de nombreux afro-américains fuyant la misère du sud et les lois Jim Crow viennent s’installer à Détroit pour travailler dans l'industrie automobile et plus particulièrement dans ce quartier qui prendra également le surnom de Paradise Valley. La population afro-américaine s'enrichit de médecins, dentistes, avocats... Les Théâtres, Cinémas, restaurants et salles de Jazz se développent faisant ainsi du quartier le centre de la vie des afro-américains de Détroit. 
Dans les années 1940, le Paradise Theatre devient l'Orchestra Hall où viennent se produire toutes les vedettes du jazz : Ella Fitzgerald, Billy Eckstine, Billie Holiday, Cab Calloway, Jimmy Witherspoon, Dinah Washington, Josephine Baker, Illinois Jacquet, Nat King Cole, Count Basie, Duke Ellington, Sammy Davis Jr., Pearl Bailey, Joe Williams, Dizzy Gillespie, Louis Armstrong, Joe Garland, Jimmie Lunceford, Fletcher Henderson, Lionel Hampton, Erskine Hawkins, etc..
Après la seconde guerre mondiale, le quartier connait une surpopulation et une crise du logement, liée à l'afflux des afro-américains qui ne peuvent trouver de logements dans les autres quartiers de Détroit à cause du racisme, les familles s'entassent dans des appartements dont les installations électriques et d'eau courantes se détériorent, le quartier est délaissé par les autorités administratives de Détroit. C'est le début du déclin. L'insalubrité du quartier est un prétexte pour commencer à le raser, cela commence en 1959 par la percée du quartier par deux autoroutes l'Interstate 75 et l'Interstate 375, si les taudis sont rasés, en revanche rien n'est fait pour reloger les habitants.
Le dernier site historique, l'hotel Gotham, est fermé en 1963 après une descente de police en 1962 puis rasé en 1964.
Le quartier perd son nom et est remplacé par de nouveaux projets d’aménagements urbains : le Chrysler Freeway (en) le Lafayette Park, Detroit (en) et les résidences du groupe Elmwood

## Personnalités liées à Black Bottom
- Della Reese, actrice et chanteuse ;
- Joe Louis, boxeur ;
- Sugar Ray Robinson, boxeur.
- Coleman Alexander Young, maire de Détroit